# Замок Блатна
Замок Блатна (чеш. Zámek Blatná) — средневековый водный замок в городе Блатна Южночешского края в 95 км южнее Праги, один из старейших в Чехии. Замок был заложен в конце XII века на небольшом холме посреди болот, от которых и получил своё название (чеш. blata — болото, трясина, топь). В настоящее время замковый комплекс располагается посреди парков и озёр и считается одним из ценнейших памятников архитектуры в своём роде. Наряду с замками Швигов и Червена-Льгота, замок Блатна относится к трём наиболее хорошо сохранившимся водным замкам Чехии, а также является одним из старейших чешских замков низинного типа.

## История замка
Первые письменные сведения о замке относятся к 1235 году, под которым в грамоте короля Вацлава I об учреждении Хотешовского монастыря в качестве свидетеля упоминается владыка Вышемир (Вшемир) из Блатны, носивший на своём гербе баворовскую стрелу. В то время это была уже каменная крепость в романском стиле, сооружённая на невысоком скалистом холме посреди болот рядом с рекой Ломнице, населённом ещё с доисторических времён. От того периода сохранились остатки романской капеллы во дворе замка, датированной периодом между концом XII века и 1225 годом. Далее под 1241 годом в дарственной грамоте Бавора I из Стракониц среди свидетелей упоминаются другие владельцы этого городища — Пршедота и его брат из Блатны, при которых крепость уже была окружена водой.
С ранним периодом замка Блатна связана легенда о том, что его основателями и первыми владельцами были рыцари ордена тамплиеров. Согласно этой легенде, первоначально замок возвели тамплиеры, которые при уходе из него спрятали в стенах замка огромные сокровища, место нахождения которых было обозначено тайными знаками. Ключ к этим знакам был зашифрован в настенной росписи одной из комнат замка. Легенда гласит, что один из замковых писарей разгадал этот шифр, пробил стену этой росписью и обнаружил за ней полость. С тех пор ни этого писца, ни сокровищ тамплиеров никто не видел. После этого дыру в стене заделали, а настенную роспись забелили, однако сокровища якобы всё ещё остаются на своём месте не найденными. Легенда о тамплиерах не находит подтверждения в исторических источниках и, скорее всего, возникла в связи с тем, что в середине XIII века в соседнем с Блатной замке Страконице обосновались рыцари ордена госпитальеров, которые однако никогда не имели никаких прав на замок Блатна.
Во второй половине XIII века замок перешёл под власть рода панов Баворов из Стракониц. Новые владельцы окончательно перестроили все деревянные здания внутри крепости в каменные, а окружающие крепость болота начали трансформировать в упорядоченную систему водных укреплений. Вероятно, уже к концу XIII века Блатна приобрела вид типичного феодального замка. Около 1313 года при разделе владений Бавора II из Стракониц замок Блатна с панством достался его младшему сыну Микулашу, принявшему предикат «из Блатны». Микулашу из Блатны наследовал его сын Бавор IV, который после смерти своего дяди Вилема из Стракониц (ум. в 1359 году) получил и остальные баворовские владения.
В 1394 году управление баворовскими панствами взял в свои руки Брженек (Бржетислав) из Стракониц, в период несовершеннолетия которого опекуном и управителем был его дядя Зденек Старший из Рожмиталя. Своей резиденцией Брженек избрал замок в Блатне, который существенно перестроил в самом конце XIV века. Несмотря на то, что Брженек сменил своё местопребывание, он сохранил в своём имени предикат «из Стракониц», однако дополнил его словами «с резиденцией в Блатне» («residentis de Blatna»). Вскоре Брженек вместе с паном Зденеком из Рожмиталя приняли участие в восстании дворян против короля Вацлава IV и в 1399 году королевские войска осадили Гораждёвице, однако дело удалось решить миром. В 1402 году отягощённый долгами Брженек из Страконице распродал большинство родовых имений и, вероятно, вскоре умер. В 1403 году замок Блатна с панством перешёл во владение панов из Рожмиталя как ближайших родственников Брженека из Стракониц.
При новом владельце Блатненского панства Яне из Рожмиталя (ум. в 1430), отце королевы Чехии Йоганы, романский замок был быстро перестроен в готическую цитадель с укреплённой входной башней. В период гуситских войн замок стал одним из опорных пунктов католической партии на юге Чехии. После смерти Яна его владения унаследовали его сыновья Протива и Ярослав Лев из Рожмиталя (1425? — 1485/6), последний из которых упоминается в документальных источниках в качестве владельца замка Блатна с 1446 года. Будучи шурином короля Йиржи из Подебрад, Ярослав Лев из Рожмиталя занял высокое положение при королевском дворе. При нём приблизительно в 1475—1480 годах замок был существенно перестроен, утратив во многом свою оборонную функцию, и приобрёл вид представительной резиденции, в которой Ярослав Лев окончил свои дни и рядом с которой был похоронен. Обширная реконструкция замка была проведена в позднеготическом стиле. Призматическая входная башня со стрельчатым входным порталом, заменившим старые замковые ворота, стала настоящей доминантой замкового ареала. С юго-восточной стороны к входной башне была пристроена новая замковая капелла Девы Марии в готическом стиле (первое документальное свидетельство о ней относится к 1515 году), соединившая башню с перестроенным тогда же Рожмитальским дворцом. Первый этаж башни и Рожмитальский дворец были расписаны великолепными фресками.
Сын и наследник Ярослава Льва, высочайший бургграф королевства Зденек Лев из Рожмиталя (ум. в 1535), в конце XV — начале XVI веков перестроил второй дворец в юго-западной части замка, для чего из Праги был приглашён известный королевский архитектор Бенедикт Рейт. В результате его работы дворец был превращён в трёхэтажную готическо-ренессансную резиденцию, получившую название «Рейтов дворец». Замок всё больше приобретал архитектурные черты эпохи Возрождения. При Зденеке Льве однако финансовое положение панов из Рожмиталя существенно пошатнулось и сын его Адам Лев из Рожмиталя, будучи обременён долгами, в 1555 году вынужден был продать Блатненское панство вместе с замком сёстрам Катержине и Анне Ржепицким из Судомержа, у которых в 1560 году панство и замок купил муж Катержины Зденек из Штернберка. В 1577/9 году Блату купил граф Ян Роздражовский из старинного польского рода, после смерти которого панство и замок унаследовал его сын Вацлав. При нём в северной части замка, рядом с входной башней, была возведена ещё одна резиденция в ренессансном стиле, получившая название «Роздражовский дворец».
Восстание чешских сословий (1618—1620) и последовавшая за ним Тридцатилетняя война прервали развитие Блатненского панства и благоустройство замка: замок был захвачен и полностью разграблен «до голых стен» войсками восставших во главе с Мансфельдом. В то же время в Блатну пришла чума. Вацлав Роздражовский в 1622 году бежал в Силезию, где три года спустя и умер. Его вдова Анна-Мария и малолетний сын Франтишек Игнац продолжали жить в Блатне, постепенно занимаясь восстановлением замка. В 1635 году после проведённого ремонта была вновь освящена замковая капелла Девы Марии. В 1645 году Франтишек Игнац Роздражовский взял управление панством в свои руки. В 1691 году он умер, не оставив наследника и род Роздражовских пресёкся. Замок с панством унаследовал сын его сестры Анны-Катержины граф Ян Франтишек Коловрат-Краковский, который в 1695 году продал его венгерской графине Эрнестине Сереньи.
При графах Сереньи замок постепенно стал приобретать облик барокко и первым в барочном стиле был перестроен Роздражовский дворец замка. В 1798 году Сереньи продали замок барону Вацлаву Карелу Гильдпрандту фон Оттенхаузену из чешско-тирольского дворянского рода. При его старшем сыне Франтишке Гильдпрандте замок был превратил замок в благоустроенную и представительную резиденцию: через окружающий замок водоём был возведён каменный мост, построены овчарни и конный манеж, а в ближайшем заповеднике был разбит иррегулярный парк и устроено искусственное озеро. В 1845 году Блатненское панство унаследовал Роберт Гильдпрандт, который в 1850—1856 годах осуществил неоготическую реконструкцию замка в романтическом духе. Реконструкция проводилась по проекту мюнхенского архитектора Бернгарда Груебера и по её окончании замок в целом приобрёл тот облик, в котором сохранился до наших дней.
В 1947 году замок был передан под управление Национальной комиссии памятников Чехословакии, а после коммунистического переворота 1948 года национализирован. В 1952 году последний собственник замка Бедржих Гильдпрандт (ум. в 1981) с женой Корнелией и двумя дочерьми были насильно выселены из замка. Благодаря личным связям отца Корнелии с императором Хайле Селассие I, в 1959 году семья получила официальное разрешение коммунистических властей на эмиграцию из страны и переехала в Аддис-Абебу (в память об этом в настоящее время в замке действует экспозиция, посвящённая пребыванию семьи Бедржиха Гильдпрандта в Эфиопии). В 1990 году баронесса Корнелия Гильдпрандт с дочерьми Йосефиной и Яной вернулась в Блатну, а в 1992 году в ходе реституции им был возвращён Блатненский замок. Семья живёт в отреставрированном доме в стиле ампир посреди замкового парка. Замок открыт для посещения туристов.
|                                                    |  |                                                 |  |                             |  |                                                                            |
| Вид с севера: входная башня и Роздражовский дворец |  | Вид с востока: замковая капелла и входная башня |  | Вид с запада: Рейтов дворец |  | Вид с юга: Рейтов и Рожмитальский дворцы, замковая капелла и входная башня |

## Описание
Замок Блатна вместе с замками Швигов и Червена-Льгота относится к трём наиболее хорошо сохранившимся водным замкам Чехии, а также является одним из старейших чешских замков низинного типа. Замок в целом имеет неоготический облик с отдельными сохранившимися следами готической, ренессансной и барочной архитектуры.
Доминантой замкового ареала является возвышающаяся в восточной части замка четырёхгранная башня в четыре этажа со стрельчатым входом, к которому ведёт каменный мост через окружающий замок водоём. С юго-востока к входной башне примыкает неоготическая капелла Девы Марии и Святого Ондржея, перестроенная в 1878 году Бернгардом Груебером. Южное крыло замка образуют примыкающие друг к другу с востока на запад ренессансно-неоготический Рожмитальский и готический Рейтов дворцы. Северное крыло составляет Роздражовский дворец, примыкающий ко входной башне с северо-востока. Западное крыло замка, включавшее в себя в том числе и старую романскую капеллу, было демонтировано, по-видимому, в 20-е годы XIX века, после чего замок приобрёл форму подковы, ориентированной на восток, где располагается входная башня и каменный мост.